# Pseudister watsensis
Pseudister watsensis är en skalbaggsart som beskrevs av Desbordes 1924. Pseudister watsensis ingår i släktet Pseudister och familjen stumpbaggar. Inga underarter finns listade i Catalogue of Life.